# بل‌لی‌تپه (گوله)
بل‌لی‌تپه (به ترکی استانبولی: Bellitepe، به ارمنی: Ուռուտ) یک منطقهٔ مسکونی در ترکیه است که در گوله (شهر) واقع شده‌است.